# Diplomacy - Una notte per salvare Parigi
Diplomacy - Una notte per salvare Parigi (Diplomatie) è un film del 2014 diretto da Volker Schlöndorff.
Il film, ispirato all'opera teatrale Diplomatie del 2011 diretta da Cyril Gely, sceneggiato dallo stesso Gely con il regista Schlöndorff, vinse il Premio César per il miglior adattamento nell'ambito dei Premi César 2015.

## Trama
Seconda guerra mondiale: mentre gli alleati marciano verso Parigi, Adolf Hitler ordina al generale Dietrich von Choltitz di minare e distruggere la città. Il console svedese Raoul Nordling, nella notte tra il 24 e il 25 agosto 1944, riesce a convincere in un lungo colloquio, grazie alle sue eccellenti doti diplomatiche, von Choltitz a disubbidire all'ordine del Führer e a salvare così la città con i suoi tre milioni di civili.
La trama si sviluppa su due binari: da un lato l'azione instancabile del diplomatico svedese per costringere il generale tedesco a cedere, dall'altro ciò che accade in città, con particolare riguardo alla preparazione del dispositivo che dovrà far esplodere la città  da parte dei tecnici nazisti, con la collaborazione di un ingegnere francese, sotto la guida del tenente Hegger, e il sabotaggio delle linee da parte dei resistenti francesi, tre dei quali vengono fucilati dopo essere stati scoperti dai soldati nazisti.
Il console svedese usa in sequenza argomenti sempre più coinvolgenti nei confronti del generale tedesco all'apparenza chiuso nella sua ferrea disciplina militare, ma nei fatti fortemente in dubbio rispetto alla decisione da prendere. Non rivelandosi efficace l'argomento delle bellezze di Parigi, il console tenta con lo stimolare il senso di colpa rispetto agli innocenti che verrebbero sterminati. Argomento che viene ribaltato dal generale che gli ricorda che la stessa cosa si può dire dei civili uccisi durante i bombardamenti su Amburgo e Berlino per i quale non vi è stato altrettanto rispetto. Il console tenta di usare l'argomento della fine della guerra e della vicinanza degli alleati combinato con l'esiguità degli uomini a disposizione del generale, ma anche questo si rivela vano. Decisivo diventa a quel punto agire sulla paura del generale per i suoi familiari esposti a una possibile rappresaglia a seguito di una legge che dispone la punizione dei familiari degli ufficiali che disobbediscono agli ordini. Decisiva diventa a quel punto la fiducia che il console si conquista soccorrendo il generale travolto da una delle sue crisi d'asma. A quel punto il console mette a disposizione le sue prerogative diplomatiche per garantire al generale l'aiuto all'espatrio dei suoi familiari ottenendo finalmente il risultato sospirato.
Altrettanto decisiva è la crisi tecnica: i soldati non riescono a ripristinare la comunicazione nonostante l'intervento diretto del tenente Bressensdorf, uno degli uomini di fiducia del generale, che ritornerà ferito convincendo definitivamente il generale a prendere la decisione. Il primo momento di cedimento del generale si verifica allorché due ufficiali inviati dalla cancelleria gli portano un messaggio di Heinrich Himmler che gli ordina di trafugare alcune opere d'arte dal Louvre e che egli si rifiuta di ascoltare e di conseguenza di obbedire. Il secondo momento di cedimento è quando ordina a un giovane soldato di tornare a casa insieme a tutti gli altri attorno ai vent'anni motivandolo con il fatto che non è la "loro" guerra.
Presa la decisione, il generale compare in cima allo scalone dell'albergo in cui è situato il comando nazista e assicura ai soldati rimasti che egli combatterà al loro fianco.
Il film si conclude, come era incominciato, con immagini di repertorio, nel finale appunto la resa dei nazisti e le didascalie finali raccontano che il console e il generale si sono incontrati solo una volta nel 1955 e il console ha consegnato al generale una medaglia.

## Produzione
Il film, prodotto dalle case cinematografiche Film Oblige, Gaumont, Blueprint Film e arte, è stato girato a Parigi tra il 19 agosto e il 21 settembre 2013. Tra le ambientazioni abbiamo la Rue de Rivoli, l'Assemblea nazionale, il giardino delle Tuileries e la Rue de Castiglione. In alcune scene è visibile anche la Tour Eiffel.

## Distribuzione
Il film fu presentato al 64º Festival internazionale del cinema di Berlino il 12 febbraio 2014 e venne proiettato al Telluride Film Festival di Telluride, Colorado, nell'agosto dello stesso anno. Il film è uscito in Francia il 5 marzo 2014 e in Germania il 28 agosto, mentre in Italia venne distribuito dalla Academy Two il 21 novembre dello stesso anno. In Germania era già stato proiettato il 12 febbraio 2014, nel corso del Festival internazionale del cinema di Berlino.

## Accoglienza

### Incassi
In Francia il film ha incassato nella prima settimana 921.625 euro e in totale 3.186.936 euro, mentre in Germania ha incassato nella prima settimana 93.346 euro e in totale 246.622 euro. Il film ha incassato in tutto il mondo circa 3.946.880 dollari.

### Critica
Il film ha ottenuto recensioni generalmente positive:
(Roberto Nepoti, recensione su La Repubblica, 20 novembre 2014)
(Massimo Bertarelli, recensione su Il Giornale, 20 novembre 2014)
(Silvio Danese, recensione su Quotidiano Nazionale, 21 novembre 2014)

## Riconoscimenti
- 2015 - Premio César
  - Miglior adattamento a Volker Schlöndorff e Cyril Gély
  - Candidatura Miglior attore a Niels Arestrup
- 2014 - Festival di Shanghai
  - Miglior sceneggiatura a Volker Schlöndorff e Cyril Gely
- 2014 - Semana Internacional de Cine de Valladolid
  - Miglior regista a Volker Schlöndorff
  - Miglior attore a Niels Arestrup
- 2014 - Cinemania
  - Prix du Public Mel Hoppenheim a Volker Schlöndorff
- 2014 - Festival di Berlino
  - Candidatura Berlinale Special a Volker Schlöndorff